# 大渡忠太郎
大渡忠太郎（1867年—？），日本植物學家，東京帝大植物學科畢業，曾於日本岡山市第六高等學校任教。他在1896年10月與牧野富太郎等人一同搭「小倉丸」從神戶到基隆，年底12月5日返回東京，而隔年12月7日又單獨來臺，於1898年4月中旬離臺，此行經過被寫成〈臺灣植物探險紀行〉，於《植物學雜誌》上發表。